# Баланово (Уфа)
Баланово — посёлок в Дёмском районе Уфы.
До 1980 — в Авдонском сельсовете Уфимского района. С 1980 года — в Жуковском сельсовете Уфимского района. С 1992 — в составе Уфы.
Автобус — маршруты 34 и 218.
Есть Балановское кладбище.
Почтовый индекс — 450014
Строится микрорайон Баланово — Ново-Александровка.
Улицы:
- переулок Башкирской кавдивизии (официально с 20 февраля 2002[3])
- переулок Гилева (официально с 20 февраля 2002[3])